# Parc national de Synohora
Le parc national de Synohora  (en ukrainien : Національний природний парк «Синьогора») est un  parc national du raïon d'Ivano-Frankivsk situé à l'ouest de l'Ukraine. Le parc est créé le 21 décembre 2009 proche  de Houta.

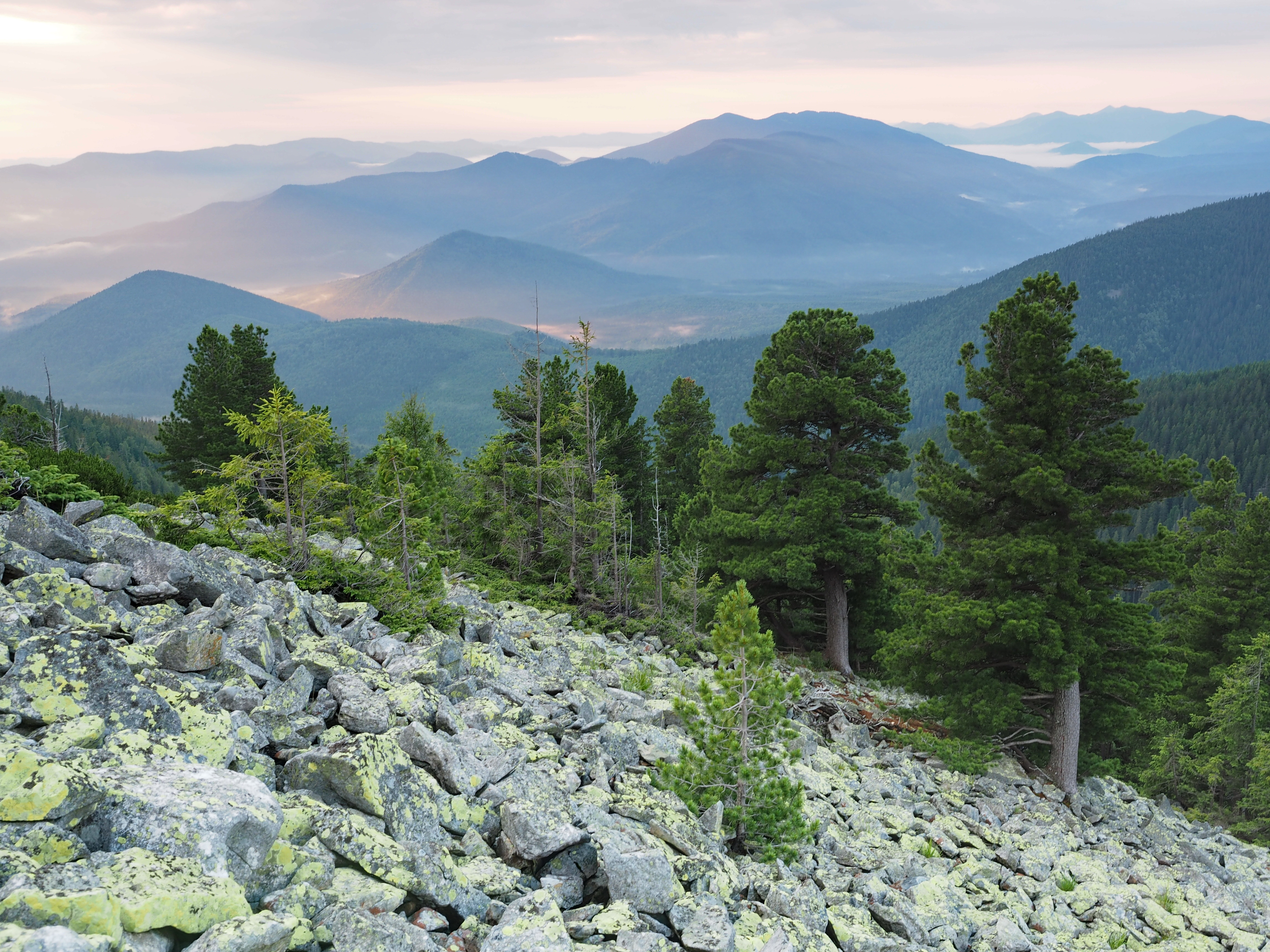